# Hexétidine
L'hexétidine est un agent antibactérien, antifongique habituellement utilisé pour des applications vétérinaires ou médicales. Il a un effet antiseptique local, déodorant, et lutte contre la plaque dentaire.

## Description
Il est présent dans des bains de bouche antiseptiques, ex. : Hextril, etc.
L'hexétidine est une molécule cationique à la fois antifongique et antibactérienne.
Elle est un traitement d'appoint de la maladie parodontale. Contrairement à la chlorhexidine qui est le traitement le plus étudié et préconisé en cas de parodontite, l'hexétidine n'entraîne pas un jaunissement des dents en utilisation prolongée[réf. souhaitée] même si son action contre la plaque dentaire est moins prononcée.
Son action anti-acide lutte contre l'acidification de la plaque dentaire en présence des sucres alimentaires résiduels.